# フアン・ソリアーノ
フアン・ソリアーノ・オロペサ（Juan Soriano Oropesa  ,  1997年8月23日 - ）は、スペイン・アンダルシア州セビリア県ベナカソン出場のプロサッカー選手。セグンダ・ディビシオンのCDテネリフェに所属している。ポジションはGK。

## 来歴
幼少期にレアル・ベティスのカンテラに所属していたソリアーノだったが、2009年にライバルチームのセビージャFCのカンテラに入団。2014-15シーズンに当時のトップチームの監督ウナイ・エメリに見出され、トップチームに帯同。2014年9月18日のUEFAヨーロッパリーグのフェイエノールト戦でベンチ入りメンバーに登録された。
2016年5月、2019年までの契約を結び、傘下のセビージャ・アトレティコに配属。8月21日のジローナFC戦でプロデビュー。2シーズンBチームでプレーし、経験を積んだ。
2018年7月5日、正式にトップチーム昇格が発表され、2022年までの契約を締結。2019年3月10日のレアル・ソシエダ戦で、正GKのトマーシュ・ヴァツリークの負傷欠場によりラ・リーガ初出場を果たし、5-2で初勝利。4月4日のデポルティーボ・アラベス戦では、2-0で初の完封勝利を収めた。
2019年7月5日、CDレガネスへのローン移籍が発表された。
2020年9月28日、マラガCFへローン移籍。
2021年6月17日、フリーでCDテネリフェに加入し、3年契約を交わした。

## 代表経歴
プロデビュー前の2014年から、各ユース世代のスペイン代表に招集されている。